# La Llacuna
La Laguna (en catalán La Llacuna) es un municipio de Cataluña, España, perteneciente a la provincia de Barcelona, en la comarca de Noya. Según datos de 2017 su población era de 863 habitantes. Incluye las localidades de Rofes y Torrebusqueta.

## Prehistoria
Los documentos más relevantes de la presencia de grupos humanos en este término viene representados por las pinturas rupestres prehistóricas de Roca Roja. Descubierto por Francesc Navarro Ferre, en 1982, sigue constituyendo aún hoy el único yacimiento de la provincia de Barcelona que conserva muestras de Arte Levantino, expresiones creenciales de los últimos cazadores-recolectores (10 000 años antes del presente) del Epipaleolítico: una imagen de macho cabrío, un cuadrúpedo incompleto, etc. Un arte único y excepcional en Europa. También se verifica algún elemento -un zoomorfo y restos diversos- del otro gran arte prehistórico postpaleolítico, el llamado convencionalmente Arte Esquemático de los grupos neolíticos (6500 años antes del presente). Este testimonio extraordinario de la capacidad intelectual humana, de su mundo creencial y de su potencial plástico, el Levantino basado en la figuración y el Esquemático en la abstracción, fueron declarados Patrimonio de la Humanidad por la UNESCO, desde 1998, bajo el nombre administrativo convencional de Arte Rupestre del Arco Mediterráneo de la península ibérica; pese a lo cual carece de algún tipo de protección y es un patrimonio profundamente desconocido, lo que constituye un serio y permanente peligro para su conservación. Santuarios prehistóricos semejantes son: Els Segarulls (Olèrdola), Roca dels Moros de Cogul, Balma dels Punts y Font del Comellar (L´Albi), la Caparrella (Rasquera) entre otros muchos. Fuente: Associació Catalana d´Art Prehistòric.

## Historia
Aparece citada ya en documentos de 987 como perteneciente al condado de Barcelona. En 1079 quedó en manos de la familia de los Cervelló que se convirtió en señora del castillo. En 1347 se formó la baronía de la Llacuna, título nobiliario que perduró hasta el fin del antiguo régimen.

## Demografía
La Llacuna cuenta con una población de 982 habitantes (INE 2024).
| Gráfica de evolución demográfica de La Llacuna entre 1842 y 2021                                                      |
| |
| Población de derecho según los censos de población del INE. Población de hecho según los censos de población del INE. |

## Cultura
El origen de la población está en la iglesia de Santa María, documentada ya en el 1020. Formó parte de las posesiones del monasterio de Sant Llorenç del Munt. En 1060 se estableció en ella un priorato que funcionó hasta 1310. La actual iglesia parroquial fue construida en 1734. En las afueras de la población se encuentra una cruz de término de estilo gótico.
En la cima de una montaña, a 712 metros de altura, se encuentran los restos del antiguo castillo de Vilademager. Del castillo tan solo son visibles la portalada de entrada y parte de una torre. Dentro del recinto se encuentra la iglesia de Sant Pere de Màger. Documentada en 1160, conserva algunos restos de la primitiva construcción románica aunque la mayor parte del edificio corresponde a una ampliación realizada en el siglo XV en estilo gótico tardío. 
La fiesta mayor de la Llacuna tiene lugar la primera semana de agosto. Días antes de Navidad tiene lugar un pesebre viviente en el que participa gran parte de la población. En nochebuena y la mañana del día de Navidad, en la iglesia se interpreta la Misa de Pastores del compositor barcelonés Antoni Vaqué, cuya música se ha transmitido oralmente de generación en generación a pesar de la prohibición de este tipo de misas que estableció Pío X en su motu proprio "Tra le sollecitudine", al estar este tipo de composiciones ligadas al repertorio tradicional más que a la música litúrgica. Hoy está considerada patrimonio inmaterial del Penedès.
Cada año, como es tradición, el segundo domingo de junio se celebra un Encuentro de Gigantes y Cabezudos de La Llacuna con la participación de más de 15 entidades de Gigantes venidas de todo el país y en algunas ocasiones han participado asociaciones de gigantes de otros países (Francia, Costa Rica, etc.).

## Economía
La principal actividad económica es la agricultura, destacando el cultivo de viña, olivos y almendros. Los vinos que se producen en la población tienen denominación de origen Penedés.
Cuenta con algunas industrias textiles y de elaboración de productos derivados del cerdo.